# Basic Space
Singles de The xx
Crystalised
(2009) Islands
(2009)
Basic Space est le deuxième single du groupe de pop indé vainqueur du Mercury Music Prize The xx issu de l'album xx sorti en 2009. Le single a d'abord été publié au Royaume-Uni le 3 août 2009 sur vinyle et en téléchargement numérique puis de nouveau en téléchargement numérique le 6 septembre 2009. 

## Liste des titres
Single iTunes (Royaume-Uni) 
1. "Basic Space" – 3:08
2. "Blood Red Moon" - 2:13

EP iTunes (Royaume-Uni)
1. "Basic Space" (Jamie xx Space Bass Mix) – 7:12
2. "Basic Space" (Remix de M.A.T.H.E.S.) – 3:59
3. "Basic Space" (Remix de diskJokke) – 7:47
4. "Basic Space" (Remix de Astronomer) – 6:47
5. "Basic Space" (Remix de Sampha) - 3:47

## Historique des sorties
| Pays        | Date             | Format                 |
| ----------- | ---------------- | ---------------------- |
| Royaume-Uni | 3 août 2009      | Vinyle                 |
| Royaume-Uni | 3 août 2009      | Téléchargement digital |
| Royaume-Uni | 6 septembre 2009 | Téléchargement digital |